# João Rodrigues (Radsportler)
João Pedro Lourenço Rodrigues (* 15. November 1994 in Faro) ist ein portugiesischer Radrennfahrer.

## Werdegang
Zur Saison 2013 wurden Rodrigues Mitglied im Team Cammin/Tavira, für das er drei Jahre fuhr, ohne zählbare Erfolge aufzuweisen.
Seit der Saison 2016 fährt er für das UCI Continental Team W52-FC Porto. Seine ersten Erfolge erzielte er mit dem Gewinn der Bergwertung bei der Vuelta a Castilla y León 2017 und beim Grand Prix du Portugal 2018. Den ersten Sieg als Profi erzielte er in der Saison 2019 bei der Volta ao Alentejo, bei der er eine Etappe und die Gesamtwertung gewann. Im selben Jahr entschied er zwei Etappen und die Gesamtwertung der Portugal-Rundfahrt für sich.
Seine nächsten Erfolg feierte Rodrigues 2021, als er bei der Algarve-Rundfahrt mit einem zweiten Platz auf der letzten Etappe noch die Führung in der Gesamtwertung übernehmen konnte.
Im April 2022 wurden im Rahmen von Hausdurchsuchungen bei Rodrigues verbotene Substanzen gefunden. Im Juli 2022 wurde er durch die UCI wegen Unregelmäßigkeiten im Blutpass für vier Jahre gesperrt und im Oktober noch einmal drei Jahre wegen Verwendung verbotener Methoden durch die portugiesische Anti-Doping-Agentur ADoP.

## Erfolge
2017
- Bergwertung Vuelta a Castilla y León

2018
- Bergwertung Grand Prix du Portugal

2019
- Gesamtwertung und zwei Etappen Portugal-Rundfahrt
- Gesamtwertung und eine Etappe Volta ao Alentejo

2021
- Gesamtwertung Algarve-Rundfahrt